# Norvégia az 1988. évi téli olimpiai játékokon
Norvégia a kanadai Calgaryban megrendezett 1988. évi téli olimpiai játékok egyik részt vevő nemzete volt. Az országot az olimpián 7 sportágban 63 sportoló képviselte, akik összesen 5 érmet szereztek.

## Érmesek
| Érem  | Versenyző                                                                 | Sportág | Versenyszám        |
| ----- | ------------------------------------------------------------------------- | ------- | ------------------ |
| Ezüst | Pål Gunnar Mikkelsplass                                                   | Sífutás | Férfi 15 km        |
| Ezüst | Trude Dybendahl Marit Wold Anne Jahren Marianne Dahlmo                    | Sífutás | Női 4 × 5 km váltó |
| Ezüst | Erik Johnsen                                                              | Síugrás | Egyéni, nagysánc   |
| Bronz | Vegard Ulvang                                                             | Sífutás | Férfi 30 km        |
| Bronz | Ole Christian Eidhammer Jon Inge Kjørum Ole Gunnar Fidjestøl Erik Johnsen | Síugrás | Csapat             |

## Alpesisí
Férfi
| Versenyző            | Versenyszám            | 1. futam | 1. futam | 2. futam      | 2. futam      | Összesítés    | Összesítés    |
| Versenyző            | Versenyszám            | Idő      | Hely.    | Idő           | Hely.         | Idő           | Helyezés      |
| -------------------- | ---------------------- | -------- | -------- | ------------- | ------------- | ------------- | ------------- |
| Finn Christian Jagge | Lesiklás               |          |          |               |               | 2:07,64       | 35.           |
| Finn Christian Jagge | Műlesiklás             | 53,40    | 18.      | nem ért célba | nem ért célba | kiesett       | kiesett       |
| Finn Christian Jagge | Óriás-műlesiklás       | 1:09,70  | 37.      | nem ért célba | nem ért célba | kiesett       | kiesett       |
| Finn Christian Jagge | Szuperóriás-műlesiklás |          |          |               |               | nem ért célba | nem ért célba |
| Atle Skårdal         | Lesiklás               |          |          |               |               | 2:03,26       | 15.           |
| Atle Skårdal         | Szuperóriás-műlesiklás |          |          |               |               | nem ért célba | nem ért célba |
| Jan Einar Thorsen    | Lesiklás               |          |          |               |               | 2:04,77       | 24.           |
| Jan Einar Thorsen    | Szuperóriás-műlesiklás |          |          |               |               | nem ért célba | nem ért célba |

| Versenyző            | Versenyszám | Lesiklás | Lesiklás | Lesiklás | Műlesiklás | Műlesiklás | Műlesiklás | Műlesiklás | Műlesiklás | Műlesiklás | Műlesiklás | Összesítés | Összesítés |
| Versenyző            | Versenyszám | Lesiklás | Lesiklás | Lesiklás | 1. futam   | 1. futam   | 2. futam   | 2. futam   | Össz.      | Össz.      | Össz.      | Összesítés | Összesítés |
| Versenyző            | Versenyszám | Idő      | Pont     | Hely.    | Idő        | Hely.      | Idő        | Hely.      | Idő        | Pont       | Hely.      | Pont       | Helyezés   |
| -------------------- | ----------- | -------- | -------- | -------- | ---------- | ---------- | ---------- | ---------- | ---------- | ---------- | ---------- | ---------- | ---------- |
| Finn Christian Jagge | Összetett   | 1:54,66  | 85,66    | 33.      | 43,35      | 5.         | 42,79      | 5.         | 1:26,14    | 9,55       | 4.         | 95,21      | 9.         |
| Atle Skårdal         | Összetett   | 1:50,27  | 37,20    | 18.      | nem indult | nem indult | kiesett    | kiesett    | kiesett    | kiesett    | kiesett    | kiesett    | kiesett    |
| Jan Einar Thorsen    | Összetett   | 1:51,89  | 55,08    | 27.      | nem indult | nem indult | kiesett    | kiesett    | kiesett    | kiesett    | kiesett    | kiesett    | kiesett    |

## Biatlon
| Versenyző                                           | Versenyszám      | Lövőhiba | Időeredmény | Helyezés |
| --------------------------------------------------- | ---------------- | -------- | ----------- | -------- |
| Geir Einang                                         | 10 km sprint     | 0        | 26:13,3     | 11.      |
| Gisle Fenne                                         | 20 km egyéni     | 5        | 1:01:56,5   | 30.      |
| Sylfest Glimsdal                                    | 20 km egyéni     | 8        | 1:03:46,9   | 39.      |
| Sverre Istad                                        | 10 km sprint     | 5        | 27:34,3     | 30.*     |
| Eirik Kvalfoss                                      | 10 km sprint     | 4        | 26:51,9     | 20.      |
| Eirik Kvalfoss                                      | 20 km egyéni     | 3        | 57:54,6     | 6.       |
| Frode Løberg                                        | 10 km sprint     | 1        | 26:32,9     | 14.      |
| Frode Løberg                                        | 20 km egyéni     | 4        | 1:00:52,7   | 20.      |
| Geir Einang Frode Løberg Gisle Fenne Eirik Kvalfoss | 4 × 7,5 km váltó | 0        | 1:25:57,0   | 6.       |

* - egy másik versenyzővel azonos eredményt ért el

## Északi összetett
| Versenyző                                             | Versenyszám | Síugrás | Síugrás | Síugrás    | Sífutás   | Sífutás | Összesítés | Összesítés |
| Versenyző                                             | Versenyszám | Pont    | Hely.   | Időhátrány | Idő       | Hely.   | Idő        | Helyezés   |
| ----------------------------------------------------- | ----------- | ------- | ------- | ---------- | --------- | ------- | ---------- | ---------- |
| Knut Leo Abrahamsen                                   | Egyéni      | 204,1   | 16.     | +2:42,7    | 41:23,5   | 32.     | 44:06,2    | 26.        |
| Trond Arne Bredesen                                   | Egyéni      | 215,2   | 6.      | +1:28,7    | 40:13,9   | 23.     | 41:42,6    | 11.        |
| Hallstein Bøgseth                                     | Egyéni      | 197,7   | 22.     | +3:25,4    | 40:14,0   | 24.     | 43:39,4    | 23.        |
| Torbjørn Løkken                                       | Egyéni      | 199,4   | 19.     | +3:14,0    | 37:39,0   | 1.      | 40:53,0    | 6.         |
| Hallstein Bøgseth Trond Arne Bredesen Torbjørn Løkken | Csapat      | 596,6   | 3.      | +2:46,0    | 1:18:48,4 | 3.      | 1:21:34,4  | 4.         |

## Gyorskorcsolya
Férfi
| Versenyző         | Versenyszám | Eredmény      | Helyezés      |
| ----------------- | ----------- | ------------- | ------------- |
| Rolf Falk-Larssen | 1000 m      | 1:15,42       | 26.           |
| Rolf Falk-Larssen | 1500 m      | 1:55,94       | 21.           |
| Rolf Falk-Larssen | 5000 m      | 6:54,37       | 12.           |
| Bjørn Hagen       | 500 m       | 37,69         | 18.*          |
| Bjørn Hagen       | 1000 m      | nem ért célba | nem ért célba |
| Geir Karlstad     | 5000 m      | 6:50,88       | 7.            |
| Geir Karlstad     | 10 000 m    | nem ért célba | nem ért célba |
| Frode Rønning     | 500 m       | 37,31         | 10.           |
| Frode Rønning     | 1000 m      | 1:15,39       | 25.           |
| Frode Syvertsen   | 1500 m      | 1:58,37       | 33.           |
| Frode Syvertsen   | 5000 m      | 7:05,57       | 33.           |
| Frode Syvertsen   | 10 000 m    | 14:32,08      | 21.           |

Női
| Versenyző            | Versenyszám | Eredmény | Helyezés |
| -------------------- | ----------- | -------- | -------- |
| Edel Therese Høiseth | 500 m       | 40,95    | 14.      |
| Edel Therese Høiseth | 1000 m      | 1:21,90  | 15.      |
| Edel Therese Høiseth | 1500 m      | 2:09,34  | 20.      |
| Minna Nystedt        | 1500 m      | 2:12,40  | 25.      |
| Minna Nystedt        | 3000 m      | 4:35,35  | 25.      |
| Minna Nystedt        | 5000 m      | 7:54,11  | 24.      |

* - egy másik versenyzővel azonos eredményt ért el

## Jégkorong
| Norvég férfi jégkorongcsapat-játékoskeret                                                                                                | Norvég férfi jégkorongcsapat-játékoskeret                                                                                   | Norvég férfi jégkorongcsapat-játékoskeret                                                                         |
| --- | --- | --- |
| - Cato Tom Andersen - Morgan Andersen - Lars Bergseng - Arne Billkvam - Tor Helge Eikeland - Åge Ellingsen - Jarl Eriksen - Stephen Foyn | - Jarle Friis - Rune Gulliksen - Geir Hoff - Roy Johansen - Erik Kristiansen - Truls Kristiansen - Ørjan Løvdal - Vern Mott | - Jørgen Salsten - Petter Salsten - Tommy Skaarberg - Kim Søgaard - Sigurd Thinn - Petter Thoresen - Marius Voigt |

### Eredmények
B csoport
| Csapat           | M | Gy | D | V | G+ | G– | Gk  | P  |
| ---------------- | - | -- | - | - | -- | -- | --- | -- |
| Szovjetunió      | 5 | 5  | 0 | 0 | 32 | 10 | +22 | 10 |
| NSZK             | 5 | 4  | 0 | 1 | 19 | 12 | +7  | 8  |
| Csehszlovákia    | 5 | 3  | 0 | 2 | 23 | 14 | +9  | 6  |
| Egyesült Államok | 5 | 2  | 0 | 3 | 27 | 27 | 0   | 4  |
| Ausztria         | 5 | 0  | 1 | 4 | 12 | 29 | –17 | 1  |
| Norvégia         | 5 | 0  | 1 | 4 | 11 | 32 | –21 | 1  |

| 1988. február 13. | Szovjetunió (URS) | 5 – 0 (0–0, 3–0, 2–0) | Norvégia | Calgary |

|  |  |  |  |  |
|  |  |  |  |  |
|  |  |  |  |  |
|  |  |  |  |  |

| 1988. február 15. | NSZK (FRG) | 7 – 3 (2–0, 3–1, 2–2) | Norvégia | Calgary |

|  |  |  |  |  |
|  |  |  |  |  |
|  |  |  |  |  |
|  |  |  |  |  |

| 1988. február 17. | Csehszlovákia (TCH) | 10 – 1 (1–0, 5–0, 4–1) | Norvégia | Calgary |

|  |  |  |  |  |
|  |  |  |  |  |
|  |  |  |  |  |
|  |  |  |  |  |

| 1988. február 19. | Egyesült Államok (USA) | 6 – 3 (1–0, 3–2, 2–1) | Norvégia | Calgary |

|  |  |  |  |  |
|  |  |  |  |  |
|  |  |  |  |  |
|  |  |  |  |  |

| 1988. február 21. | Ausztria (AUT) | 4 – 4 (1–1, 1–2, 2–1) | Norvégia | Calgary |

|  |  |  |  |  |
|  |  |  |  |  |
|  |  |  |  |  |
|  |  |  |  |  |

A 11. helyért
| 1988. február 23. | Franciaország (FRA) | 7 – 6 (0–2, 3–3, 3–1, 1–0) | Norvégia | Calgary |

|  |  |  |  |  |
|  |  |  |  |  |
|  |  |  |  |  |
|  |  |  |  |  |

| Csapat   | Helyezés |
| -------- | -------- |
| Norvégia | 12.      |

## Sífutás
Férfi
| Versenyző                                                     | Versenyszám     | Eredmény  | Helyezés |
| ------------------------------------------------------------- | --------------- | --------- | -------- |
| Torgeir Bjørn                                                 | 50 km           | 2:08:41,0 | 11.      |
| Oddvar Brå                                                    | 15 km           | 42:17,3   | 4.       |
| Martin Hole                                                   | 30 km           | 1:31:47,5 | 31.      |
| Tor Håkon Holte                                               | 30 km           | 1:29:59,5 | 21.      |
| Tor Håkon Holte                                               | 50 km           | 2:12:56,6 | 31.      |
| Terje Langli                                                  | 15 km           | 42:59,3   | 12.      |
| Pål Gunnar Mikkelsplass                                       | 15 km           | 41:33,4   |          |
| Pål Gunnar Mikkelsplass                                       | 30 km           | 1:25:44,6 | 6.       |
| Pål Gunnar Mikkelsplass                                       | 50 km           | 2:08:20,0 | 9.       |
| Vegard Ulvang                                                 | 15 km           | 42:31,5   | 7.       |
| Vegard Ulvang                                                 | 30 km           | 1:25:11,6 |          |
| Vegard Ulvang                                                 | 50 km           | 2:06:32,3 | 4.       |
| Pål Gunnar Mikkelsplass Oddvar Brå Vegard Ulvang Terje Langli | 4 × 10 km váltó | 1:46:48,7 | 6.       |

Női
| Versenyző                                              | Versenyszám    | Eredmény  | Helyezés |
| ------------------------------------------------------ | -------------- | --------- | -------- |
| Anette Bøe                                             | 20 km          | 59:45,8   | 20.      |
| Marianne Dahlmo                                        | 5 km           | 15:30,4   | 9.       |
| Marianne Dahlmo                                        | 20 km          | 58:31,1   | 8.       |
| Marit Elveos                                           | 20 km          | 59:33,2   | 18.      |
| Anne Jahren                                            | 5 km           | 15:12,6   | 4.       |
| Anne Jahren                                            | 10 km          | 31:34,1   | 16.      |
| Marit Wold                                             | 10 km          | 31:31,6   | 15.      |
| Marit Wold                                             | 20 km          | 1:00:55,0 | 24.      |
| Inger Helene Nybråten                                  | 5 km           | 15:17,7   | 6.       |
| Inger Helene Nybråten                                  | 10 km          | 30:51,7   | 6.       |
| Brit Pettersen                                         | 5 km           | 15:36,7   | 11.      |
| Brit Pettersen                                         | 10 km          | 31:20,5   | 14.      |
| Trude Dybendahl Marit Wold Anne Jahren Marianne Dahlmo | 4 × 5 km váltó | 1:01:33,0 |          |

## Síugrás
| Versenyző                                                    | Versenyszám | 1. ugrás | 1. ugrás | 2. ugrás | 2. ugrás | Összesítés | Összesítés |
| Versenyző                                                    | Versenyszám | Pont     | Hely.    | Pont     | Hely.    | Pont       | Helyezés   |
| ------------------------------------------------------------ | ----------- | -------- | -------- | -------- | -------- | ---------- | ---------- |
| Ole Christian Eidhammer                                      | Normálsánc  | 92,3     | 28.      | 94,4     | 10.*     | 186,7      | 19.        |
| Ole Christian Eidhammer                                      | Nagysánc    | 104,8    | 12.      | 83,1     | 24.      | 187,9      | 17.        |
| Ole Gunnar Fidjestøl                                         | Normálsánc  | 91,3     | 30.      | 93,1     | 13.*     | 184,4      | 22.        |
| Erik Johnsen                                                 | Normálsánc  | 80,1     | 51.*     | 91,0     | 18.      | 171,1      | 41.        |
| Erik Johnsen                                                 | Nagysánc    | 113,7    | 2.       | 94,2     | 5.       | 207,9      |            |
| Jon Inge Kjørum                                              | Nagysánc    | 99,2     | 19.*     | 90,0     | 13.      | 189,2      | 15.        |
| Vegard Opaas                                                 | Normálsánc  | 92,9     | 26.      | 73,3     | 53.      | 166,2      | 45.        |
| Vegard Opaas                                                 | Nagysánc    | 99,8     | 16.      | 85,4     | 20.      | 185,2      | 19.        |
| Ole Christian Eidhammer Jon Inge Kjørum Ole Gunnar Fidjestøl | Csapat      | 295,6    | 4.       | 300,5    | 3.       | 596,1      |            |

* - egy másik versenyzővel azonos eredményt ért el